# Jimmy White's Whirlwind Snooker
Jimmy White's Whirlwind Snooker is een computerspel dat werd ontwikkeld en uitgegeven door Virgin Games. Het spel is een 3D snooker simulatiespel. Het spel kent een trickshot modus.

## Platforms
| Jaar | Platform             |
| ---- | -------------------- |
| 1991 | Amiga, Atari ST, DOS |
| 1994 | Sega Mega Drive      |

## Ontvangst
| Beoordeeld door                | Platform        | Datum          | Score |
| ------------------------------ | --------------- | -------------- | ----- |
| Amiga Dream                    | Amiga           | juni 1994      | 90%   |
| ASM (Aktueller Software Markt) | Sega Mega Drive | maart 1994     | 83%   |
| High Score                     | Amiga CD32      | september 1994 | 80%   |
| Amiga Joker                    | Amiga CD32      | juli 1994      | 77%   |
| Amiga Joker                    | Amiga           | april 1994     | 75%   |
| Amiga Games                    | Amiga           | juli 1994      | 70%   |
| Power Play                     | Amiga           | juni 1994      | 64%   |
| Video Games                    | Sega Mega Drive | februari 1994  | 64%   |
| Video Games                    | SNES            | mei 1995       | 59%   |
| Total! (Duitsland)             | SNES            | juni 1995      | 40%   |